# Uberaba
Uberaba es un municipio brasileño ubicado en el oeste del estado de Minas Gerais. Se encuentra a aproximadamente 480 km al oeste de la capital Belo Horizonte, y a 525 km de la capital federal, Brasilia. Fundado en 1820 por el capitán Antônio Eustáquio da Silva e Oliveira, recibió el título de ciudad el 2 de mayo de 1856.
Cuenta con una superficie de 4 529,7 km², y una población según el censo en 2021, de 340 277 habitantes, lo que da una densidad demográfica de 71,9 hab./km².
El municipio también es conocido por la feria Expozebú, que se lleva a cabo cada año en la primera semana de mayo de manera presencial, y considerada la exposición de ganado cebú más grande del mundo.
En la actualidad, Uberaba es un importante hub económico del interior brasileño, con actividades como la industria, agricultura, educación, y el turismo. En 2018, ocupó el puesto 68 en la lista de las 100 economías más grandes de Brasil.
Uberaba fue la última residencia del médium espiritista Chico Xavier, donde vivió por muchos años hasta su fallecimiento el 30 de junio de 2002.

## Geografía

### Clima
El clima de Uberaba es tropical de sabana (Aw), con una estación lluviosa de noviembre a marzo y una estación seca de mayo a septiembre, mientras que abril y octubre son meses de transición. De junio a agosto ocurre el invierno, y la temperatura puede descender por debajo de los 10 °C. En julio de 2000 la temperatura bajó a 3 °C, y en julio de 1981 incluso bajó a -2 °C.
Desde mediados de agosto la temperatura sube, y hasta octubre alcanza los valores más altos del año, a veces incluso 38/40 °C, antes de las lluvias.
Las precipitaciones ascienden a 1635 milímetros por año. En el mes menos lluvioso (julio) ascienden a 10 mm, en el mes más lluvioso (enero) ascienden a 325 mm.

### Flora y fauna
La flora del municipio se encuentra en lo que se denomina la sabana brasileña (El cerrado), donde fueran encontradas variantes de la fauna en peligro de extinción, a ejemplo de la ave Hydropsalis candicans, y el mamífero Priodontes maximus.

### Topografía
El municipio tiene una altitud de 800 metros sobre el nivel del mar, y está ubicado en la Cuenca sedimentaria del Paraná.

### Paleontología

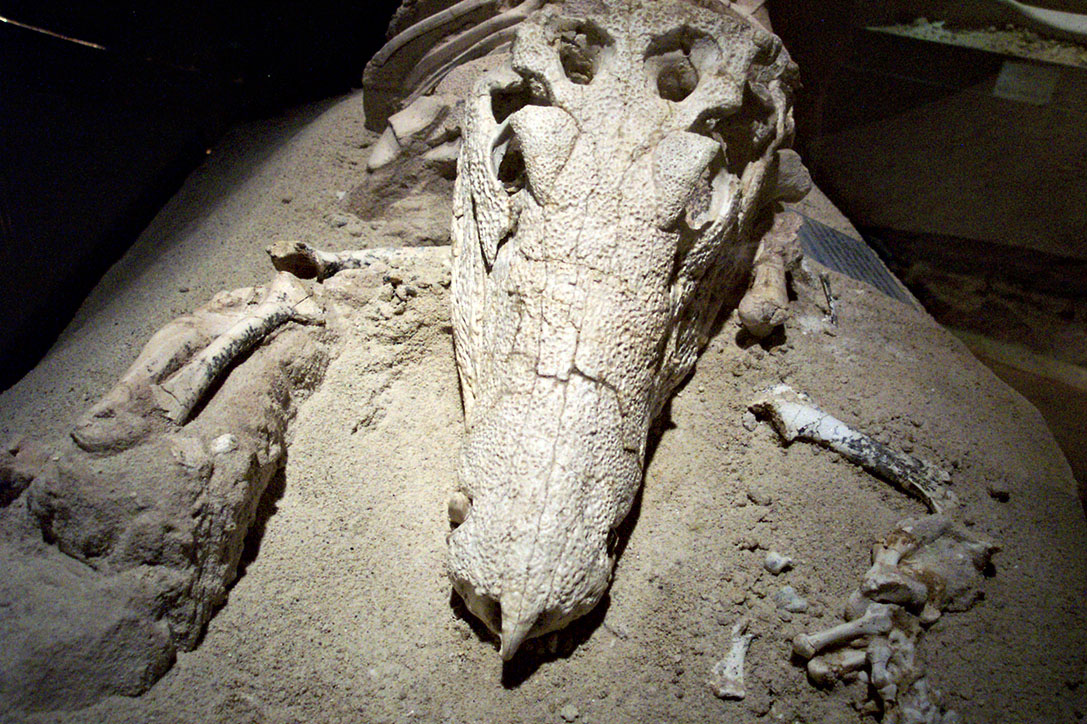
Fósil de Uberabasuchus descubierto en Uberaba.

En Uberaba se encuentra uno de los mayores yacimientos fosilíferos de Brasil, existentes en los sitios paleontológicos de Peirópolis y Serra da Galga, donde anualmente se llevan a cabo estudios técnicos y excavaciones en sus inmediaciones. Esto se debe a que, desde mediados de la década de 1940, se han encontrado en la región microfósiles y macrofósiles científicamente relevantes, como anfibios, crocodilomorfos y dinosaurios del grupo de los titanosaurios del Cretácico Superior, incluida la fauna de Gondwana.
En 1991 se implementó el Centro de Pesquisas Paleontológicas Llewellyn Ivor Price, instalado en el edificio donde estaba la antigua estación ferroviaria de Peirópolis, y el Museo de Dinosaurios con 1500 fósiles catalogados donde se desarrollan estudios relacionados con la paleontología y la geología. El instituto recibió su nombre en honor al paleontólogo Llewellyn Ivor Price, quien trabajó durante varios años en el sitio, cesando sus actividades en 1974.
Con la suma de los 30 geositios como parte del patrimonio geológico encontrado en la región junto con Peirópolis, y los factores culturales e históricos de la región, Uberaba obtuvo el reconocimiento como Geoparque por la Unesco el 27 de marzo de 2024, siendo la sexta ciudad brasileña en alcanzar este estatus.

## Economía

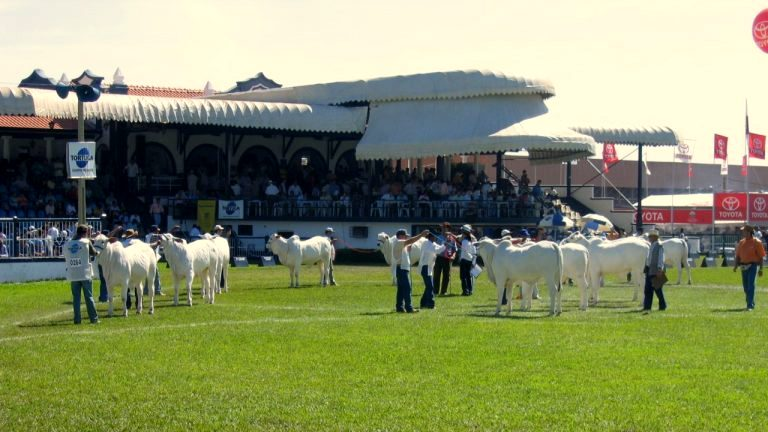
La feria de ganado Expozebu.

El sector terciario es la principal economía de la ciudad, representando el 55% de la población ocupada, seguido por el sector industrial (30%) y el restante desempeñado por el sector agrícola.
Uberaba alberga uno de los 100 mejores polos industriales de Brasil, el sector químico es representado por una diversidad de compañías de los sectores: agroquímico, fertilizantes, productos minerales no metálicos, pesticidas, y producción de pigmentos.
La fuerte presencia del sector agroindustrial ha colocado al municipio entre los principales productores brasileños de soja y caña de azúcar. Además, la ciudad es pionera en la cría de ganado cebú, centrándose actualmente en la mejora genética de la raza.

## Personas destacadas
- Alfredo Moser, inventor.
- Elson José Dias Júnior, futbolista.
- Fernando Vanucci, presentador de televisión.
- João Menezes, tenista.
- Yuu Kamiya, artista.

## Ciudades hermanas
- Hyderabad, India.
- Reynosa, México.